# Ủy ban Doanh nghiệp nhỏ và Doanh nhân Thượng viện Hoa Kỳ
Ủy ban Doanh nghiệp Nhỏ và Doanh nhân Thượng viện Hoa Kỳ (tiếng Anh: United States Senate Committee on Small Business and Entrepreneurship) là một ủy ban thường trực của Thượng viện Hoa Kỳ. Nó giám sát Cơ quan Quản lý Doanh nghiệp nhỏ và cũng có nhiệm vụ nghiên cứu và điều tra tất cả các vấn đề liên quan đến các doanh nghiệp nhỏ của Hoa Kỳ.

## Thành viên của ủy ban trongQuốc hội khóa 117
| Đa số | Thiểu số |
| --- | --- |
| - Ben Cardin, Maryland, Chủ tịch - Maria Cantwell, Washington - Jeanne Shaheen, New Hampshire - Ed Markey, Massachusetts - Cory Booker, New Jersey - Chris Coons, Delaware - Mazie Hirono, Hawaii - Tammy Duckworth, Illinois - Jacky Rosen, Nevada - John Hickenlooper, Colorado | - Rand Paul, Kentucky, Thành viên Xếp hạng - Marco Rubio, Florida - Jim Risch, Idaho - Tim Scott, Nam Carolina - Joni Ernst, Iowa - Jim Inhofe, Oklahoma - Todd Young, Indiana - John Kennedy, Louisiana - Josh Hawley, Missouri - Roger Marshall, Kansas |

## Chủ tịch Ủy ban

### Ủy ban Lựa chọn về Doanh nghiệp nhỏ
| Tên | Tên              | Đảng     | Tiểu bang | Nhiệm kỳ  |
| --- | ---------------- | -------- | --------- | --------- |
|     | John Sparkman    | Dân chủ  | Alabama   | 1950–1953 |
|     | Edward John Thye | Cộng hòa | Minnesota | 1953–1955 |
|     | John Sparkman    | Dân chủ  | Alabama   | 1955–1967 |
|     | George Smathers  | Dân chủ  | Florida   | 1967–1969 |
|     | Alan Bible       | Dân chủ  | Nevada    | 1969–1974 |
|     | Gaylord Nelson   | Dân chủ  | Wisconsin | 1974–1981 |

### Ủy ban Doanh nghiệp Nhỏ và Doanh nhân
| Tên | Tên            | Đảng     | Tiểu bang     | Nhiệm kỳ   |
| --- | -------------- | -------- | ------------- | ---------- |
|     | Lowell Weicker | Cộng hòa | Connecticut   | 1981–1987  |
|     | Dale Bumpers   | Dân chủ  | Arkansas      | 1987–1995  |
|     | Kit Bond       | Cộng hòa | Missouri      | 1995–2001  |
|     | John Kerry     | Dân chủ  | Massachusetts | 2001       |
|     | Kit Bond       | Cộng hòa | Missouri      | 2001       |
|     | John Kerry     | Dân chủ  | Massachusetts | 2001–2003  |
|     | Olympia Snowe  | Cộng hòa | Maine         | 2003–2007  |
|     | John Kerry     | Dân chủ  | Massachusetts | 2007–2009  |
|     | Mary Landrieu  | Dân chủ  | Louisiana     | 2009–2014  |
|     | Maria Cantwell | Dân chủ  | Washington    | 2014–2015  |
|     | David Vitter   | Cộng hòa | Louisiana     | 2015-2017  |
|     | Jim Risch      | Cộng hòa | Idaho         | 2017–2019  |
|     | Marco Rubio    | Cộng hòa | Florida       | 2019–2021  |
|     | Ben Cardin     | Dân chủ  | Maryland      | 2021 – nay |